# Pàvlovka (Mordòvia)
|  | Per a altres significats, vegeu «Pàvlovka». |

Pàvlovka (en rus: Павловка) és un poble de la República de Mordòvia, a Rússia, segons el cens del 2010 tenia 12 habitants, pertany al municipi de Purdoixki. Es troba a 15 km al nord-est de Témnikov, la capital del districte.